# ECAM-EPMI
Die ECAM-EPMI (École catholique des arts et métiers – EPMI) ist eine französische Ingenieurhochschule, die 1992 gegründet wurde.
Die 1992 von vier Unternehmen (EDF, Schneider Electric, Philips und PSA) unter dem Namen EPMI (École d’électricité, de production et des méthodes industrielles) gegründete Schule wurde 2014 zur ECAM-EPMI.
Die Schule bildet Wirtschaftsingenieure mit einem multidisziplinären Profil aus.
Die ECAM-EPMI befindet sich in Cergy und seit 2019 auch in Grasse und ist eine private Hochschuleinrichtung. Die Schule ist Mitglied der CY Cergy Paris University.